# Serbische Freikorps
El Cuerpo Libre Serbio (en alemán: Serbische Freikorps), conocido simplemente como frajkori (Cirílico Serbio: фрајкори), fue una milicia de voluntarios compuesta por serbios  étnicos, establecida por la Monarquía Habsburgo, para luchar contra el Imperio Otomano durante la Guerra austro-turca (1787-91). El conflicto con las fuerzas turcas finalmente no fue concluyente. La rebelión en Sanjak de Smederevo y las operaciones de la milicia dieron como resultado el período de la Serbia ocupada por los Habsburgo, que tuvo lugar desde 1788 hasta 1792. En última instancia, el cuerpo de voluntarios serbios tuvo el legado de promover la creación de futuros paramilitares, como durante la primera revuelta serbia.

## Historia
Un freikorps serbio de 5.000 soldados fue establecido en Banat (Frontera Militar de Banat), compuesto de refugiados que habían huido de conflictos anteriores en el Imperio Otomano. El comandante principal fue el mayor austríaco Mihailo Mihaljević. Había varios freikorps a lo largo de la frontera entre los habsburgo y los otomanos. El Cuerpo Libre de Mihaljević, el más notable, estuvo activo desde Šumadija a Podrinje, y al otro lado del Morava estaba el Cuerpo Libre de Braničevo; en Croacia el Cuerpo Libre de San Jorge; en Bosnia  se llamaban Seressaner. Otras milicias serbias fueron la Milicia Kozara y la Milicia Prosar, establecidas en Bosnia en 1788, compuestas por 1.000 soldados cada una.
Entre los voluntarios se encontraban Aleksa Nenadović y Karađorđe Petrović, Stanko Arambašić el destacado Radič Petrović y el más distinguido de todos, Koča Anđelković. El clero ortodoxo en Serbia apoyó la rebelión.
La milicia de Koča se apoderó rápidamente de Palanka y Batočina, atacó Kragujevac,  y llegó a la carretera de Constantinopla, cortando al ejército otomano desde Sanjak de Niš y Sanjak de Vidin.
Los austriacos usaron al cuerpo en dos intentos fallidos de apoderarse de Belgrado, a fines de 1787 y principios de 1788.

## Organización
Según un documento del 6 de noviembre de 1789, el Cuerpo Libre incluía 1 escuadrón de húsares, 18 compañías de fusileros, y 4 compañías de mosqueteros, con un total de 5.049 soldados.

## Uniforme
Sus uniformes eran similares a los de los hombres de la frontera, con algunos cambios.

## Consecuencias
En 1793, los austriacos establecieron un nuevo cuerpo libre en la frontera, para serbios y bosnios.

## Legado
En vísperas de la primera revuelta serbia, Užice y Sokol nahije establecieron destacamentos de voluntarios, llamados frajkori, que tenían la tarea de sabotear los planes militares otomanos y su concentración en esta región de Serbia.

## Personas notables
- Koča Anđelković, capitán  †1789

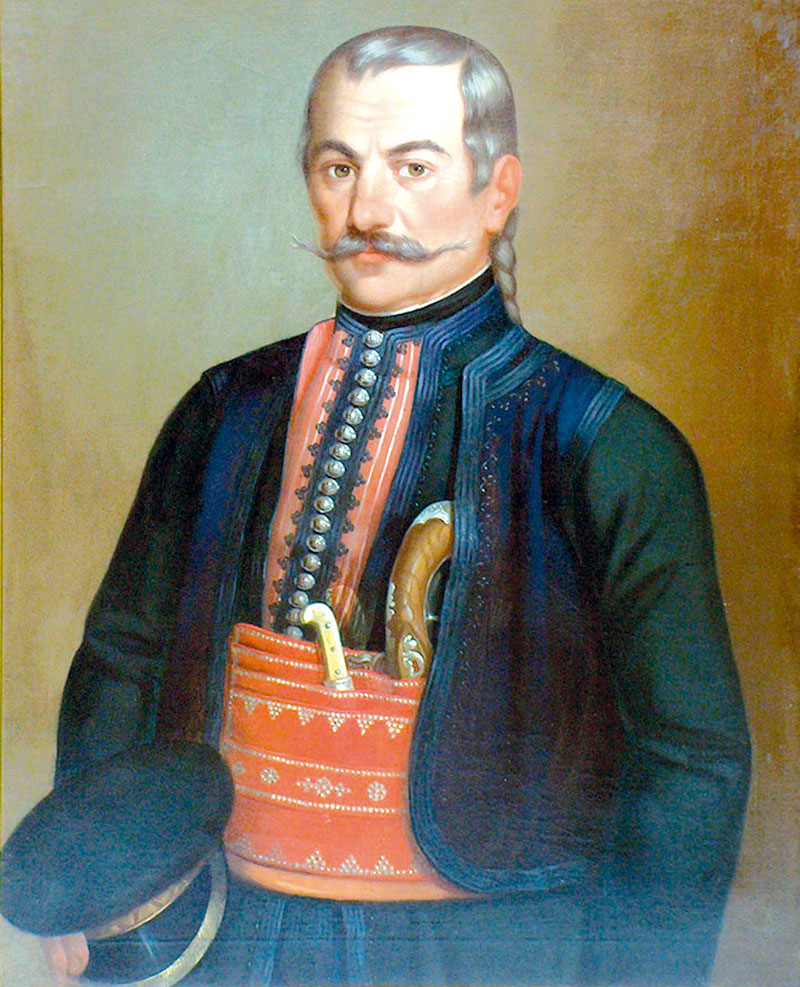
Comandante Aleksa Nenadović.

- Aleksa Nenadović, comandante  †1804
- Vuča Žikić, capitán  †1808
- Petar Novaković Čardaklija, capitán  †1808
- Radič Petrović, capitán  †1816
- Karađorđe Petrović, sargento  †1817